# Наскальные рисунки в Усгалимале
Наскальные рисунки в Усгалимале (Usgalimal Rock Carvings) — группа наскальных рисунков, содержащая более 100 отдельных фигур, одно из важнейших доисторических мест Западной Индии.
Возраст изображений составляет примерно 20 000 — 30 000 лет. Рисунки рекламировались как туристическая достопримечательность, одновременно район их расположения был объявлен властями охраняемым. Изображения, рассеянные по площади в 500 км2, представлены антилопами, быками, оленями, людьми и спиралями (лабиринтами). Некоторые находки выставлены в археологическом музее в Панаджи.
Петроглифы расположены в Южном Гоа, на расстоянии 1 км от дороги Ривона (Rivona) — Нетравали (Netravali), по берегам реки Кушавати.
На дороге установлен указатель, сами петроглифы находятся рядом с заброшенным карьером. Ранее здесь добывалась железная руда. Петроглифы, нанесённые на латеритовые камни, были открыты в 1993 году жителями деревни Усгалимал, которые привели к памятнику археологов. Перед этим муссон смыл покрывавший их ранее слой грязи.